# Akademische Übung
Eine Akademische Übung, oft nur kurz Übung (Abkürzung: Ü/UE) genannt, ist an einer Universität oder anderen Hochschule eine Lehrveranstaltung, die eine Vorlesung unterstützt und von einem Professor oder Mitarbeiter eines Lehrstuhls abgehalten wird. Häufig werden in dieser Art von Lehrveranstaltung Übungsaufgaben gestellt, deren Lösung Voraussetzung für die Teilnahme an der Klausur der Vorlesung ist. Einige Prüfungsordnungen erlauben, in den Übungen Bonuspunkte zu sammeln, welche die Klausurnote verbessern, sofern die Klausur bestanden wird. Die Übung kann auch in Form eines Tutoriums oder manchmal unabhängig von der Vorlesung ähnlich einem Seminar stattfinden. 
Manche Übungen gliedern sich in Gruppen- und Hausübungen. Dabei sind die Aufgaben der Gruppenübung als Präsenzveranstaltung konzipiert und laden dazu ein, die Lösungen gemeinschaftlich zu finden. Die Hausübungen werden dagegen alleine gelöst. Häufig finden Übungen wöchentlich statt. Einige Universitäten und Hochschulen verknüpfen die Übungen mit E-Learning-Elementen wie interaktiven Tests oder stellen ausführliche Musterlösungen in der Folgewoche online.